# خانه نورالله ایزدپناه
خانه نورالله ایزدپناه مربوط به سده‌های متاخر دوران‌های تاریخی پس از اسلام است و در شهرستان کهگیلویه، بخش چرام، دهستان چرام، روستای موگرم واقع شده و این اثر در تاریخ ۱۶ دی ۱۳۸۷ با شمارهٔ ثبت ۲۴۴۸۸ به‌عنوان یکی از آثار ملی ایران به ثبت رسیده است.